# Temporada 1990-1991 del FC Barcelona
La temporada 1990-1991 va ser la 92a temporada del FC Barcelona. L'equip va posar fi a la ratxa de cinc anys del Reial Madrid com a campió de Lliga per segellar l'11è títol. Les dades més destacades de la temporada són les següents:

## Fets destacats

### 1990
- 3 maig - Hristo Stoítxkov fitxa oficialment pel FC Barcelona.[4]
- 22 juliol - Nando fitxa pel Barça després d'acceptar la cessió en una operació d'intercanvi amb el porter Unzué.
- 23 juliol - El Barça comença la preparació de pre-temporada. La presentació es fa només davant la premsa sense parlaments.[5]
- 9 agost - Robert abandona el 'stage' blau-grana i demana oficialment la baixa per tornar al València.[6]
- 20 octubre - El Barça protagonitza el millor inici fins aquell moment de la seva història a la Lliga, amb set victòries i un empat (a la jornada 7).[7]
- 27 octubre Ronald Koeman pateix una fractura al tendó d'Aquil·les a l'Estadi Vicente Calderón, on el Barça pateix la seva primera derrota a la Lliga (2-1). Va estar cinc mesos de baixa.[8]
- 5 desembre - Stoichkov es expulsat per protestar a l'àrbitre Urizar Azpitarte en el partit d'anada de la Supercopa d'Espanya en el seu primer Clàssic. Una vegada expulsat trepitja el seu peu dret.[9]
- 12 desembre - El jutge únic de competició, José Javier Forcén, sanciona Stoichkov amb dos mesos i dos partits, l'equivalent a 12 partits.[10]

### 1991
- 5 gener - Johan Cruyff anuncia que renovarà per dues temporades coma entrenador del Barça.[11]
- 6 gener - El Barça es proclama matemàticament campió d'hivern.
- 26 febrer - Cruyff va ser ingressat d'urgència al Centre Quirúrgic Sant Jordi de Barcelona on va ser operat a cor obert per l'equip del Doctor Oriol Bonnin per espao de tres hores. Li van fer un doble bypass.[12] A més de dos mesos de descans, el metge barceloní el va rebre també el consell que deixés de fumar.
- 27 febrer - Es produeix la tornada de Stoichkov en partit de la Copa del Rei davant el UD Las Palmas (6-0). Anota dos gols, el primer de penal serveix per obrir el marcador.[13]
- 10 març - El Barça aconsegueix un marcador històric davant l'Athletic Club de Bilbao a l'Estadi de San Mamés (0-6) amb quatre gols de Stoichkov.
- 20 març - Es produeix la reaparició de Koeman després de la seva lesió en partit de tornada de la Recopa d'Europa davant el Dinamo de Kíev[14] al que elimina, classificant-se per a les semifinals.
- 2 abril - Cruyff torna a la feina d'entrenador després de la seva operació.[12]
- 24 abril - El Barça es classifica per a la final de la Recopa d'Europa eliminant la Juventus FC per un global de 3-2.
- 11 maig - El Barça desaprofita la seva primera oportunitat de sentenciar la Lliga matemàticament amb una contundent derrota davant el Cadis CF (4-0).[15]
- 12 maig - La derrota de l'Atlètic de Madrid davant la Reial Societat (2-1) dona matemàticament el títol de Lliga al Barça.
- 5 juny - El Barça guanya la seva primera Copa Generalitat (6-3) en una final al CE Sabadell disputada al Camp d'Esports de Lleida.
- 8 juny - El Reial Madrid fa per primer cop el passadís de campió al Barça[16] a la darrera jornada de la Lliga.
- 15 maig - El Barça perd la final de la Recopa d'Europa davant el Manchester United FC (2-1) al Stadion Feijenoord de Rotterdam.
- 15 juny - El Barça es classifica per semifinals de la Copa del Rei eliminant al Sevilla Fútbol Club per un global de 7-0.
- 23 juny - El Barça queda eliminat per l'Atlético de Madrid a la Copa del Rei amb una victòria insuficient (2-3) a l'Estadi Vicente Calderón per un global de 4-3.

## Plantilla
| N. | Pos. | Nac. | Jugador                      |
| -- | ---- | --- | ---------------------------- |
| —  | POR  | [[Fitxer:Flag of Catalonia.svg\|23x15px\|border \|alt=Catalunya\|link=Selecció de futbol de Catalunya\|{{#if:\|]]                 | Carles Busquets              |
| —  | POR  | [[Fitxer:Flag of Spain.svg\|23x15px\|border \|alt=Espanya\|link=Selecció de futbol d'Espanya\|{{#if:\|]]                          | Andoni Zubizarreta           |
| —  | DEF  | [[Fitxer:Flag of Catalonia.svg\|23x15px\|border \|alt=Catalunya\|link=Selecció de futbol de Catalunya\|{{#if:\|]]                 | Albert Ferrer                |
| —  | DEF  | [[Fitxer:Flag of Spain.svg\|23x15px\|border \|alt=Espanya\|link=Selecció de futbol d'Espanya\|{{#if:\|]]                          | José Ramón Alexanko (capità) |
| —  | DEF  | [[Fitxer:Flag of the Netherlands.svg\|23x15px\|border \|alt=Països Baixos\|link=Selecció de futbol dels Països Baixos\|{{#if:\|]] | Ronald Koeman                |
| —  | DEF  | [[Fitxer:Flag of Spain.svg\|23x15px\|border \|alt=Espanya\|link=Selecció de futbol d'Espanya\|{{#if:\|]]                          | Ricardo Serna                |
| —  | DEF  | [[Fitxer:Flag of Spain.svg\|23x15px\|border \|alt=Espanya\|link=Selecció de futbol d'Espanya\|{{#if:\|]]                          | Nando                        |
| —  | DEF  | [[Fitxer:Flag of Catalonia.svg\|23x15px\|border \|alt=Catalunya\|link=Selecció de futbol de Catalunya\|{{#if:\|]]                 | Sergi                        |
| —  | DEF  | [[Fitxer:Flag of Catalonia.svg\|23x15px\|border \|alt=Catalunya\|link=Selecció de futbol de Catalunya\|{{#if:\|]]                 | Miquel Soler                 |
| —  | DEF  | [[Fitxer:Flag of Spain.svg\|23x15px\|border \|alt=Espanya\|link=Selecció de futbol d'Espanya\|{{#if:\|]]                          | Luis López Rekarte           |

| N. | Pos. | Nac. | Jugador               |
| -- | ---- | --- | --------------------- |
| —  | MIG  | [[Fitxer:Flag of the Valencian Community (2x3).svg\|23x15px\|border \|alt=País Valencià\|link=Selecció de futbol del País Valencià\|{{#if:\|]] | Guillermo Amor        |
| —  | MIG  | [[Fitxer:Flag of Spain.svg\|23x15px\|border \|alt=Espanya\|link=Selecció de futbol d'Espanya\|{{#if:\|]]                                       | José Mari Bakero      |
| —  | MIG  | [[Fitxer:Flag of Spain.svg\|23x15px\|border \|alt=Espanya\|link=Selecció de futbol d'Espanya\|{{#if:\|]]                                       | Eusebio               |
| —  | MIG  | [[Fitxer:Flag of Spain.svg\|23x15px\|border \|alt=Espanya\|link=Selecció de futbol d'Espanya\|{{#if:\|]]                                       | Urbano                |
| —  | DAV  | [[Fitxer:Flag of Spain.svg\|23x15px\|border \|alt=Espanya\|link=Selecció de futbol d'Espanya\|{{#if:\|]]                                       | Txiki Begiristain     |
| —  | DAV  | [[Fitxer:Flag of Spain.svg\|23x15px\|border \|alt=Espanya\|link=Selecció de futbol d'Espanya\|{{#if:\|]]                                       | Ion Andoni Goikoetxea |
| —  | DAV  | [[Fitxer:Flag of Spain.svg\|23x15px\|border \|alt=Espanya\|link=Selecció de futbol d'Espanya\|{{#if:\|]]                                       | Julio Salinas         |
| —  | DAV  | [[Fitxer:Flag of Denmark.svg\|23x15px\|border \|alt=Dinamarca\|link=Selecció de futbol de Dinamarca\|{{#if:\|]]                                | Michael Laudrup       |
| —  | DAV  | [[Fitxer:Flag of Catalonia.svg\|23x15px\|border \|alt=Catalunya\|link=Selecció de futbol de Catalunya\|{{#if:\|]]                              | Antoni Pinilla        |
| —  | DAV  | [[Fitxer:Flag of Catalonia.svg\|23x15px\|border \|alt=Catalunya\|link=Selecció de futbol de Catalunya\|{{#if:\|]]                              | Jordi Roura           |
| —  | DAV  | [[Fitxer:Flag of Bulgaria.svg\|23x15px\|border \|alt=Bulgària\|link=Selecció de futbol de Bulgària\|{{#if:\|]]                                 | Hristo Stoítxkov      |

### Jugadors del filial
Jugadors del filial que van disputar algun minut en partit oficial aquesta temporada:
| N. | Pos. | Nac. | Jugador          |
| -- | ---- | --- | ---------------- |
| -  | MIG  | [[Fitxer:Flag of Catalonia.svg\|23x15px\|border \|alt=Catalunya\|link=Selecció de futbol de Catalunya\|{{#if:\|]] | Pep Guardiola    |
| -  | DEF  | [[Fitxer:Flag of Catalonia.svg\|23x15px\|border \|alt=Catalunya\|link=Selecció de futbol de Catalunya\|{{#if:\|]] | Sebastià Herrera |
| -  | DEF  | [[Fitxer:Flag of Catalonia.svg\|23x15px\|border \|alt=Catalunya\|link=Selecció de futbol de Catalunya\|{{#if:\|]] | Lluís Carreras   |
| -  | DEF  | [[Fitxer:Flag of Catalonia.svg\|23x15px\|border \|alt=Catalunya\|link=Selecció de futbol de Catalunya\|{{#if:\|]] | Àlex             |
| -  | MIG  | [[Fitxer:Flag of Catalonia.svg\|23x15px\|border \|alt=Catalunya\|link=Selecció de futbol de Catalunya\|{{#if:\|]] | Sánchez Jara     |
| -  | DAV  | [[Fitxer:Flag of Catalonia.svg\|23x15px\|border \|alt=Catalunya\|link=Selecció de futbol de Catalunya\|{{#if:\|]] | Pablo Maqueda    |

#### Altes
| N. | Pos. | Nac. | Jugador                                                         |
| -- | ---- | --- | --------------------------------------------------------------- |
| —  | DEF  | [[Fitxer:Flag of Catalonia.svg\|23x15px\|border \|alt=Catalunya\|link=Selecció de futbol de Catalunya\|{{#if:\|]] | Albert Ferrer (Final de cessió al CD Tenerife)                  |
| —  | DEF  | [[Fitxer:Flag of Spain.svg\|23x15px\|border \|alt=Espanya\|link=Selecció de futbol d'Espanya\|{{#if:\|]]          | Nando (Cedit pel Sevilla CF intercambiat amb Juan Carlos Unzué) |
| —  | DAV  | [[Fitxer:Flag of Spain.svg\|23x15px\|border \|alt=Espanya\|link=Selecció de futbol d'Espanya\|{{#if:\|]]          | Ion Andoni Goikoetxea (Final de cessió a la Reial Societat)     |
| —  | DAV  | [[Fitxer:Flag of Bulgaria.svg\|23x15px\|border \|alt=Bulgària\|link=Selecció de futbol de Bulgària\|{{#if:\|]]    | Hristo Stoichkov (Del CSKA Sofia, 265 milions de pesetes)       |
| -  | POR  | [[Fitxer:Flag of Catalonia.svg\|23x15px\|border \|alt=Catalunya\|link=Selecció de futbol de Catalunya\|{{#if:\|]] | Carles Busquets (Ascendit del Barça Atlétic)                    |
| -  | DAV  | [[Fitxer:Flag of Catalonia.svg\|23x15px\|border \|alt=Catalunya\|link=Selecció de futbol de Catalunya\|{{#if:\|]] | Antoni Pinilla (Ascendit del Barça Atlétic)                     |

#### Baixes
| N. | Pos. | Nac. | Jugador                                                        |
| -- | ---- | --- | -------------------------------------------------------------- |
| -  | MIG  | [[Fitxer:Flag of Spain.svg\|23x15px\|border \|alt=Espanya\|link=Selecció de futbol d'Espanya\|{{#if:\|]]                                       | Luis Milla (Al Reial Madrid, final de contracte)               |
| -  | DEF  | [[Fitxer:Flag of Brazil.svg\|23x15px\|border \|alt=Brasil\|link=Selecció de futbol del Brasil\|{{#if:\|]]                                      | Aloisio (Al FC Porto)                                          |
| -  | POR  | [[Fitxer:Flag of Andorra.svg\|23x15px\|border \|alt=Andorra\|link=Selecció de futbol d'Andorra\|{{#if:\|]]                                     | Lucendo (Al Real Balompédica Linense)                          |
| -  | POR  | [[Fitxer:Flag of Spain.svg\|23x15px\|border \|alt=Espanya\|link=Selecció de futbol d'Espanya\|{{#if:\|]]                                       | Juan Carlos Unzué (Cedit al Sevilla CF intercambiat per Nando) |
| —  | DAV  | [[Fitxer:Flag of Spain.svg\|23x15px\|border \|alt=Espanya\|link=Selecció de futbol d'Espanya\|{{#if:\|]]                                       | Valderde (A l'Athletic Club)                                   |
| -  | DAV  | [[Fitxer:Flag of Spain.svg\|23x15px\|border \|alt=Espanya\|link=Selecció de futbol d'Espanya\|{{#if:\|]]                                       | Onésimo (Al Reial Valladolid)                                  |
| -  | MIG  | [[Fitxer:Flag of the Valencian Community (2x3).svg\|23x15px\|border \|alt=País Valencià\|link=Selecció de futbol del País Valencià\|{{#if:\|]] | Robert (Al València CF)                                        |

### Equip tècnic
| - Entrenador: Johan Cruyff - Segon entrenador i entrenador substitut (jornades 24-29): Carles Rexach - Tercer entrenador: Tonny Bruins Slot - Preparador físic: Ángel Vilda | Zubizarreta Ferrer Nando Serna Amor Eusebio Bakero Laudrup Goikoetxea Julio Salinas Begiristain Alineació tipus del FC Barcelona la temporada 1990-91 |

## Resultats
Una panoràmica de les competicions en què el Barça va participar en la temporada 1990-1991.
| Primera Divisió | Copa del Rei  | Recopa d'Europa | Supercopa d'Espanya |
| --------------- | ------------- | --------------- | ------------------- |
|                 |               |                 |                     |
| Campió          | Semifinalista | Finalista       | Perd la final       |

## Equipament
Marca esportiva: Meyba
| Titular | Visitant | Alternatiu | Porter |

## Partits

### Supercopa
| 5 de desembre de 1990 | FC Barcelona  | 0-1 | Reial Madrid | Barcelona                                                    |  |
| 21:00 CET             | Stoítxkov 41' |     | Míchel 55'   | Camp Nou · 50,000 espectadors · Ildefonso Urizar Azpitarte · |  |

| 29 d'octubre de 1991 | Reial Madrid                                                 | 4-1 | FC Barcelona   | Madrid                                                                   |  |
| 20:45 CET            | Butragueño 21', 44' · Hugo Sánchez 56' · Santiago Aragón 70' |     | Goikoetxea 20' | Estadi Santiago Bernabeu · 70,000 espectadors · Joaquín Urío Velázquez · |  |

### Lliga
| Posició | Equip             | J  | G  | E  | P  | GF | GC | DG  | PTS. |
| ------- | ----------------- | -- | -- | -- | -- | -- | -- | --- | ---- |
| 1       | FC Barcelona      | 38 | 25 | 7  | 6  | 74 | 33 | 41  | 57   |
| 2       | Atlètic de Madrid | 38 | 17 | 13 | 8  | 52 | 28 | 24  | 47   |
| 3       | Reial Madrid      | 38 | 20 | 6  | 12 | 63 | 37 | 26  | 46   |
| 4       | Osasuna           | 38 | 15 | 15 | 8  | 43 | 34 | 9   | 45   |
| 5       | Sporting de Gijón | 38 | 16 | 12 | 10 | 50 | 37 | 13  | 44   |
| 6       | Reial Oviedo      | 38 | 13 | 16 | 9  | 36 | 55 | -19 | 42   |

| Lliga de Campions | Recopa d'Europa | Copa de la UEFA |

Llegenda: J-partits jugats, G-guanyats, E-empatats, P-perduts, GF-gols a favor, GC-gols en contra, DG-diferència de gols, PTS-punts
| 1 de setembre de 1990 | RCD Español | 0–1     | FC Barcelona  | Barcelona                                                    |  |
| 20:00 CET 1           |             | Informe | Stoítxkov 42' | Estadi de Sarrià · 30.000 espectadors · Miguel Marín López · |  |

| 9 de setembre de 1990 | FC Barcelona                            | 3–1     | València CF | Barcelona                                                |  |
| 19:00 CET 2           | Koeman 31' · Stoítxkov 57' · Bakero 79' | Informe | Giner 65'   | Camp Nou · 80.000 espectadors · Teodoro Valdés Sánchez · |  |

| 15 de setembre de 1990 | Real Betis Balompié         | 2–3     | FC Barcelona                                                    | Sevilla                                                     |  |
| 20:00 CET 3            | Valentín 77' · Pepe Mel 79' | Informe | Begiristain 9' · Stoítxkov 27' · Koeman 45' · Ricardo Serna 55' | Estadi Benito Villamarín · 30.000 espectadors · Díaz Vega · |  |

| 23 de setembre de 1990 | FC Barcelona     | 1–0     | Reial Valladolid | Barcelona                                      |  |
| 19:00 CET 4            | Julio Salinas 8' | Informe |                  | Camp Nou · 80.000 espectadors · Villena Peña · |  |

| 30 de setembre de 1990 | Club Deportivo Tenerife | 0–1     | FC Barcelona      | Tenerife                                                                      |  |
| 17:00 CET 5            |                         | Informe | Julio Salinas 33' | Estadi Heliodoro Rodríguez López · 22.500 espectadors · Juan Andújar Oliver · |  |

| 6 d'octubre de 1990 | FC Barcelona                                                     | 4–1     | Athletic Club de Bilbao      | Barcelona                                         |  |
| 20:00 CET 6         | Patxi Salinas 25' (p.p.) · Bakero 50' · Michael Laudrup 61', 63' | Informe | Ernesto Valverde Tejedor 34' | Camp Nou · 70.000 espectadors · Soriano Aladren · |  |

| 13 d'octubre de 1990 | Osasuna | 0–0     | FC Barcelona | Pamplona                                               |  |
| 20:00 CET 7          |         | Informe |              | El Sadar · 32.000 espectadors · Joaquín Ramos Marcos · |  |

| 20 d'octubre de 1990 | FC Barcelona                  | 3–2     | Sporting de Gijón           | Barcelona                                         |  |
| 20:45 CET 8          | Amor 9', 50' · Koeman 54' (P) | Informe | Óscar 1' · Luis Enrique 47' | Camp Nou · 80.000 espectadors · Merino González · |  |

| 27 d'octubre de 1990 | Atlètic de Madrid                    | 2–1     | FC Barcelona         | Madrid                                                                  |  |
| 20:00 CET 9          | Bernd Schuster 53' · Paulo Futre 69' | Informe | Hristo Stoítxkov 55' | Estadi Vicente Calderón · 50.000 espectadors · Teodoro Valdés Sánchez · |  |

| 3 de novembre de 1990 | FC Barcelona | 0–0     | Real Burgos | Barcelona                                            |  |
| 20:45 CET 10          |              | Informe |             | Camp Nou · 70.000 espectadors · Andradas Asurmendi · |  |

| 18 de novembre de 1990 | FC Barcelona                                                           | 6–0     | Castelló CF | Barcelona                                        |  |
| 17:00 CET 11           | Eusebio 15' · Stoítxkov 25', 43', 45' · Bakero 75' · Julio Salinas 87' | Informe |             | Camp Nou · 80.000 espectadors · Jiménez Moreno · |  |

| 24 de novembre de 1990 | Sevilla CF | 0–1     | FC Barcelona | Sevilla                                                                      |  |
| 20:00 CET 12           |            | Informe | Alexanko 79' | Estadi Ramón Sánchez Pizjuán · 35.000 espectadors · Joaquín Urío Velázquez · |  |

| 2 de desembre de 1990 | FC Barcelona                 | 2–1     | RCD Mallorca | Barcelona                    |  |
| 13                    | Eusebio 15' · Goikoetxea 57' | Informe | Claudio 71'  | Camp Nou · Ansuategui Roca · |  |

| 9 de desembre de 1990 | Reial Saragossa | 0–2     | FC Barcelona          | Saragossa                                  |  |
| 14                    |                 | Informe | Bakero 28' · Amor 89' | Estadi de La Romareda · Martín Navarrete · |  |

| 18 de novembre de 1990 | FC Barcelona                 | 2–0     | Cadis CF | Barcelona                     |  |
| 15                     | Begiristain 14' · Bakero 74' | Informe |          | Camp Nou · Rubio Valdivieso · |  |

| 24 de novembre de 1990 | Reial Societat | 1–1     | FC Barcelona    | Sant Sebastià                     |  |
| 16                     | Atkinson 51'   | Informe | Begiristain 52' | Estadi d'Atotxa · García Aranda · |  |

| 6 de gener de 1991 | FC Barcelona              | 2–1     | Logroñés          | Barcelona                       |  |
| 17                 | Alexanko 72' · Bakero 78' | Informe | Quique Setién 47' | Camp Nou · José Pérez Sánchez · |  |

| 13 de gener de 1991 | Reial Oviedo | 1–0     | FC Barcelona | Oviedo                                           |  |
| 18                  | Bango        | Informe |              | Estadi Nuevo Carlos Tartiere · Soriano Aladren · |  |

| 19 de gener de 1991 | FC Barcelona                    | 2–1     | Reial Madrid   | Barcelona                                               |  |
| 19                  | Laudrup 18' · Spasić 62' (p.p.) | Informe | Butragueño 28' | Camp Nou · 110.000 espectadors · José Merino González · |  |

| 27 de gener de 1991 | FC Barcelona                                               | 5–2     | RCD Español                     | Barcelona                     |  |
| 20                  | Laudrup 32' (P), 72' · Bakero 48', 53' · Julio Salinas 70' | Informe | Mendiondo 37' · Àlex García 82' | Camp Nou · Martín Navarrete · |  |

| 2 de febrer de 1991 | València CF                  | 2–2     | FC Barcelona              | València                       |  |
| 21                  | Roberto 34' · Lubo Penev 50' | Informe | Laudrup 39' · Pinilla 68' | Luis Casanova · Ramos Marcos · |  |

| 10 de febrer de 1991 | FC Barcelona                                                 | 4–2     | Real Betis Balompié | Barcelona                                        |  |
| 22                   | Laudrup 20' · Bakero 41' (50) · Julio Salinas 66' · Alexanko | Informe | Ivanov 53', 81'     | Camp Nou · 75.000 espectadors · García de Loza · |  |

| 24 de febrer de 1991 | Reial Valladolid | 1–5     | FC Barcelona                                       | Valladolid                              |  |
| 23                   | Onésimo 29'      | Informe | Julio Salinas 37' (77) · Begiristain 43', 46', 53' | Estadi José Zorrilla · Jiménez Moreno · |  |

| 2 de març de 1991 | FC Barcelona      | 1–0     | Club Deportivo Tenerife | Barcelona                                               |  |
| 24                | Stoítxkov 22' (P) | Informe |                         | Camp Nou · 70.000 espectadors · Bartolomé Riera Morro · |  |

| 10 de març de 1991 | Athletic Club de Bilbao | 0–6     | FC Barcelona                                                    | Bilbao                                                                 |  |
| 25                 |                         | Informe | Stoítxkov 1', 6', 37', 73' (P) · Bakero 58' · Julio Salinas 64' | Estadi de San Mamés · 36.000 espectadors · Antonio Jesús López Nieto · |  |

| 16 de març de 1991 | FC Barcelona               | 2–0     | Osasuna | Barcelona                                         |  |
| 26                 | Stoítxkov 13' · Bakero 20' | Informe |         | Camp Nou · 90.000 espectadors · Ansuategui Roca · |  |

| 24 de març de 1991 | Sporting de Gijón | 1–0     | FC Barcelona  | Gijón                                                     |  |
| 27                 | Luis Enrique 32'  | Informe | Stoítxkov 57' | Estadi El Molinón · 24.300 espectadors · Valdés Sánchez · |  |

| 30 de març de 1991 | FC Barcelona      | 1–1     | Atlètic de Madrid | Barcelona                                              |  |
| 28                 | Julio Salinas 57' | Informe | Vizcaíno 65'      | Camp Nou · 95.000 espectadors · Joaquín Ramos Marcos · |  |

| 6 d'abril de 1991 | Real Burgos                                | 1–3     | FC Barcelona                               | Burgos                                  |  |
| 29                | Balint 12' · Gonzalo Argiñano Elezkano 89' | Informe | Stoítxkov 4' · Koeman 15' (P) · Bakero 32' | El Plantío · Antonio Martín Navarrete · |  |

| 14 d'abril de 1991 | Castelló CF | 0–1     | FC Barcelona   | Castelló                                |  |
| 30                 |             | Informe | Koeman 78' (P) | Nou Castàlia · Joaquín Urío Velázquez · |  |

| 20 d'abril de 1991 | FC Barcelona                                           | 3–0     | Sevilla CF | Barcelona                             |  |
| 31                 | Goikoetxea 3' · Amor 52' · Miquel Soler i Sararols 57' | Informe | Monchi 37' | Camp Nou · Miguel Ángel Marín López · |  |

| 27 d'abril de 1991 | RCD Mallorca | 1–1     | FC Barcelona   | Mallorca                                    |  |
| 32                 | Claudio 50'  | Informe | Goikoetxea 59' | Estadi Lluís Sitjar · Raúl García de Loza · |  |

| 5 de maig de 1991 | FC Barcelona                   | 2–1     | Reial Saragossa | Barcelona                  |  |
| 33                | Koeman 23' · Julio Salinas 43' | Informe | Poyet 54'       | Camp Nou · Calvo Córdova · |  |

| 11 de maig de 1991 | Cadis CF                                    | 4–0     | FC Barcelona | Cadis                                                |  |
| 34                 | Mejías 5' · Quevedo 19' (47) · Dertycia 32' | Informe |              | Estadi Ramón de Carranza · José Luis Pajares Pérez · |  |

| 18 de maig de 1991 | FC Barcelona      | 1–3     | Reial Societat                       | Barcelona                   |  |
| 35                 | Julio Salinas 75' | Informe | Atkinson 2' · John Aldridge 39' (54) | Camp Nou · Jiménez Moreno · |  |

| 11 de maig de 1991 | Logroñés | 0–2     | FC Barcelona                         | Logronyo                            |  |
| 34                 |          | Informe | López Pérez 27' (p.p.) · Laudrup 68' | Estadi Las Gaunas · Pérez Sánchez · |  |

| 2 de juny de 1991 | FC Barcelona | 0–0     | Reial Oviedo | Barcelona                |  |
| 37                | Koeman 80'   | Informe |              | Camp Nou · Riera Morro · |  |

| 8 de juny de 1991 | Reial Madrid CF           | 1-0     | FC Barcelona | Madrid                                 |  |
| 38                | Aldana 47' Butragueño 76' | Informe |              | Estadi Santiago Bernabeu · Díaz Vega · |  |

### Copa
Vuitens de final
| 6 de febrer de 1991 | Unión Deportiva Las Palmas | 1-0     | FC Barcelona | Las Palmas de Gran Canària               |  |
|                     | Alexis 63'                 | (Resum) |              | Estadi de Gran Canària · Alfonso Pérez · |  |

| 27 de febrer de 1990 | FC Barcelona                                                                          | 6-0     | Unión Deportiva Las Palmas | Barcelona                   |  |
|                      | Stoítxkov 15', 37' · Laudrup 23' · Julio Salinas 34' · Eusebio 61' · Amor 76' · Sergi | (Resum) |                            | Camp Nou · Peraita Ibáñez · |  |

| 12 de juny de 1991 | Sevilla Futbol Club | 0-4     | FC Barcelona                                                           | Sevilla                                         |  |
|                    | Salguero 69'        | (Resum) | Herrero 25' (p.p.) · Stoítxkov 33' · Salguero 69' (p.p.) · Laudrup 71' | Estadi Ramón Sánchez Pizjuán · García de Loza · |  |

| 15 de juny de 1991 | FC Barcelona                                 | 3-0     | Sevilla Futbol Club | Barcelona                  |  |
|                    | Koeman 59' · Eusebio 78' · Julio Salinas 87' | (Resum) |                     | Camp Nou · García Aranda · |  |

| 20 de juny de 1991 | FC Barcelona  | 0-2     | Atlètic de Madrid            | Barcelona                   |  |
|                    | Stoítxkov 70' | (Resum) | Paulo Futre 35' · Manolo 60' | Camp Nou · Valdés Sánchez · |  |

| 23 de juny de 1991 | Atlètic de Madrid               | 2-3     | FC Barcelona                                                  | Madrid                                      |  |
|                    | Patxi Ferreira 44' · Manolo 77' | (Resum) | Julio Salinas 19', 27' · Koeman 70' · Nando · Ferrer · Koeman | Estadi Vicente Calderón · Ansuategui Roca · |  |

### Recopa d'Europa
Primera ronda
| 19 de setembre de 1990 | Trabzonspor     | 1-0     | FC Barcelona | Trebisonda                         |  |
|                        | Hamdi Aslan 68' | (Resum) |              | Hüseyin Avni Aker · Lajos Németh · |  |

| 19 de març de 1991 | FC Barcelona                                                               | 7-2     | Trabzonspor                       | Barcelona                   |  |
|                    | Begiristain 13' · Amor 29' · Koeman 33', 41', 75' (P) · Stoítxkov 44', 87' | (Resum) | Hami Mandirali 7' · Soner Boz 68' | Camp Nou · Zoran Petrovic · |  |

Segona ronda
| 19 de setembre de 1990 | Fram                  | 1-2     | FC Barcelona                              | Reykjavík                           |  |
|                        | Ríkhardur Dadason 60' | (Resum) | Julio Salinas 33' · Nando · Stoítxkov 87' | Laugardalsvöllur · Rodger Gifford · |  |

| 7 de novembre de 1990 | FC Barcelona                               | 3-0     | Fram Reykjavík | Barcelona                       |  |
|                       | Eusebio 17' · Begiristain 34' · Pnilla 70' | (Resum) |                | Camp Nou · Stavros Zakestidis · |  |

Quarts de final
| 6 de març de 1991 | FC Dinamo de Kíev                        | 2-3     | FC Barcelona                               | Kíev                                  |  |
|                   | Sergiy Zayets 32' · Oleg Salenko 82' (P) | (Resum) | Bakero 5' · Urbano 45' · Stoítxkov 63' (P) | Estadi Olímpic de Kíev · David Syme · |  |

| 19 de març de 1991 | FC Barcelona | 1-1     | FC Dinamo de Kíev | Barcelona                   |  |
|                    | Amor 90'     | (Resum) | Sergey Yuran 62'  | Camp Nou · Zoran Petrovic · |  |

Semifinal
| 10 d'abril de 1991 | FC Barcelona                        | 3-1     | Juventus FC         | Barcelona                 |  |
|                    | Stoítxkov 55', 60' · Goikoetxea 75' | (Resum) | Pierluigi Casiraghi | Camp Nou · Joël Quiniou · |  |

| 24 d'abril de 1991 | Juventus FC       | 1-0     | FC Barcelona | Torí                                     |  |
|                    | Roberto Baggio 9' | (Resum) | Amor         | Estadi delle Alpi · Kurt Röthlisberger · |  |

Final
| Manchester United FC | 2 – 1   | FC Barcelona           |
| -------------------- | ------- | ---------------------- |
| Hughes 67' 74'       | (Resum) | Koeman 79' · Nando 84' |

### Copa Generalitat
Quarts de final
| 23 maig 1991 | CD Blanes | 0 - 6  | FC Barcelona                                                            | Blanes                                               |  |
|              |           | [ 20 ] | Bakero 9' · Laudrup 27' 45' · Koeman 36' · Begiristain 55' · Urbano 85' | Camp Municipal · 2.000 espectadors · Pardo Clérigo · |  |

Semifinal
| 30 maig 1991 | Girona FC    | 1 - 2  | FC Barcelona             | Girona                                                                |  |
| 21:30        | Carrillo 70' | [ 21 ] | Koeman 25' · Laudrup 31' | Estadi Municipal de Montilivi · 8.000 espectadors · Ramírez Cabrera · |  |

Final
| 5 juny 1991 | FC Barcelona                                                          | 6 - 3  | CE Sabadell FC                 | Lleida                                                   |  |
| 20:30       | Almagro 35' 54' · Stoitchkov 50' 52' · Urbano 78' · Quique Martín 83' | [ 22 ] | Campuzano 60' 69' · Priego 61' | Camp d'Esports · 4.000 espectadors · Enríquez Negreira · |  |

## Estadístiques
El jugador amb més partits està marcat en verd, el jugador amb més gols de color groc.
| Nom                   | Lliga | Lliga | Copa del Rei | Copa del Rei | Supercopa d'Espanya | Supercopa d'Espanya | Recopa d'Europa | Recopa d'Europa | Total | Total |
| Nom                   | PJ    | G     | PJ           | Gols         | PJ                  | Gols                | PJ              | Gols            | PJ    | Gols  |
| --------------------- | ----- | ----- | ------------ | ------------ | ------------------- | ------------------- | --------------- | --------------- | ----- | ----- |
| José Ramón Alexanko   | 20    | 2     | 2            | 0            | 0                   | 0                   | 4               | 0               | 26    | 2     |
| Guillermo Amor        | 34    | 4     | 1            | 1            | 2                   | 0                   | 8               | 2               | 44    | 6     |
| José Mari Bakero      | 34    | 13    | 4            | 1            | 0                   | 0                   | 6               | 1               | 44    | 15    |
| Txiki Begiristain     | 33    | 6     | 6            | 0            | 1                   | 0                   | 8               | 2               | 48    | 8     |
| Carles Busquets       | 0     | 0     | 0            | 0            | 0                   | 0                   | 1               | 0               | 1     | 0     |
| Lluís Carreras        | 0     | 0     | 0            | 0            | 2                   | 0                   | 0               | 0               | 2     | 0     |
| Eusebio               | 32    | 2     | 6            | 3            | 2                   | 0                   | 8               | 1               | 48    | 6     |
| Albert Ferrer         | 26    | 0     | 5            | 0            | 0                   | 0                   | 7               | 0               | 38    | 0     |
| Álex García           | 0     | 0     | 0            | 0            | 2                   | 0                   | 1               | 0               | 3     | 0     |
| Ion Andoni Goikoetxea | 37    | 3     | 6            | 0            | 1                   | 1                   | 6               | 1               | 50    | 5     |
| Pep Guardiola         | 4     | 0     | 2            | 0            | 0                   | 0                   | 0               | 0               | 6     | 0     |
| Sebastián Herrera     | 1     | 0     | 0            | 0            | 2                   | 0                   | 2               | 0               | 5     | 0     |
| Julio Alberto         | 3     | 0     | 2            | 0            | 0                   | 0                   | 0               | 0               | 5     | 0     |
| Ronald Koeman         | 21    | 6     | 4            | 2            | 0                   | 0                   | 7               | 4               | 32    | 12    |
| Michael Laudrup       | 30    | 8     | 5            | 2            | 1                   | 0                   | 7               | 0               | 43    | 10    |
| Sergi López           | 0     | 0     | 2            | 0            | 0                   | 0                   | 0               | 0               | 2     | 0     |
| Pablo Maqueda         | 1     | 0     | 0            | 0            | 0                   | 0                   | 0               | 0               | 1     | 0     |
| Nando                 | 34    | 0     | 5            | 0            | 1                   | 0                   | 6               | 0               | 46    | 0     |
| Antoni Pinilla        | 7     | 1     | 3            | 0            | 0                   | 0                   | 2               | 1               | 12    | 2     |
| Luis López Rekarte    | 13    | 0     | 2            | 0            | 2                   | 0                   | 4               | 0               | 21    | 0     |
| Jordi Roura           | 0     | 0     | 1            | 0            | 0                   | 0                   | 0               | 0               | 1     | 0     |
| Julio Salinas         | 33    | 11    | 4            | 4            | 2                   | 0                   | 8               | 1               | 47    | 16    |
| Ricardo Serna         | 33    | 0     | 4            | 0            | 1                   | 0                   | 7               | 0               | 45    | 0     |
| Miquel Soler          | 26    | 1     | 3            | 0            | 2                   | 0                   | 5               | 0               | 36    | 1     |
| Hristo Stoichkov      | 24    | 14    | 5            | 2            | 1                   | 0                   | 8               | 6               | 38    | 22    |
| Urbano                | 7     | 0     | 0            | 0            | 1                   | 0                   | 3               | 1               | 11    | 1     |
| Andoni Zubizarreta    | 38    | 0     | 6            | 0            | 2                   | 0                   | 8               | 0               | 55    | 0     |